# Corrodopsylla
Corrodopsylla (лат.) — род блох из семейства Hystrichopsyllidae. 4 вида. В России 1 вид.

## Описание
От других блох отличаются следующими признаками: ктенидиум щёк состоит не менее чем из 4 тупых зубцов, лоб покатый, отсутствие гребней на тергитах брюшка, церки с одной длинной апикальной и двумя мелкими субапикальными щетинками; сенсилий выпуклый; на пронотуме и голове расположен ктенидий (гребень из плоских зубцов). Паразитируют на куторах (Neomys) и бурозубках (Sorex). В России 1 вид.

## Классификация
4 вида.
- Corrodopsylla barrerai Traub et Evans, 1967[7]
- Corrodopsylla birulai (Ioff, 1928)
- Corrodopsylla curvata (Rothschild, 1915)
  - =Corrodopsylla jellisoni (Hubbard, 1940)
- Corrodopsylla hamiltoni (Traub, 1944)